# وودستاک (ایلینوی)
وودستوک، ایلینوی (به انگلیسی: Woodstock, Illinois) یک شهر در ایالات متحده آمریکا با جمعیت ۲۴٬۷۷۰ نفر است که در ایلی‌نوی واقع شده‌است.